# Мокбастер
Мокбастер (mockbuster от англ. mock — подделка, пародия), или нокофф (knockoff, knockbuster), — низкобюджетный фильм, который снимается на ту же тему, что и популярный блокбастер. Как правило, такие фильмы выпускаются сразу на видео и как видео по запросу несколько раньше выхода оригинала в широкий кинопрокат, с целью разделить с ним рекламную кампанию, которая обычно предваряет блокбастер. Мокбастеры получают разгромные отзывы кинокритиков и прессы. Часто названия мокбастерам подбирают таким образом, чтобы покупатель мог по ошибке принять его за блокбастер или за его сиквел (например, Титаник 2). Обложка мокбастеров красочно оформляется, они часто размещаются в магазинах вперемешку с высокобюджетными фильмами.
Множество мокбастеров в начале XXI века выпускает небольшая компания The Asylum. Средний бюджет их фильмов составляет 250 тысяч долларов. Чтобы избежать юридического преследования со стороны крупных студий, Asylum объявляет свои фильмы пародиями.
Авторы мокбастеров предпочитают давать своим произведениям названия, начинающиеся с первых букв алфавита (A, B, C, D) или с цифр, чтобы их фильмы оказывались выше в алфавитных списках, используемых, например, в системах Video on Demand.

## История и примеры мокбастеров
Мокбастеры существуют в киноиндустрии уже давно, особенно в Голливуде. Один из ранних примеров — фильм «Монстр из Пьедрас Бланкас» (1959), который явно заимствовал элементы из «Существа из Чёрной лагуны». Подобные фильмы обычно создаются с небольшим бюджетом, следуя классической модели категории B. Развитие цифровых технологий и возможность привязки к рекламным кампаниям крупных релизов позволили мокбастерам занять нишу на рынке домашнего видео. Например, сеть видеопроката Blockbuster в своё время закупила 100 000 копий версии «Войны миров» от The Asylum, чтобы совпасть с выходом блокбастера Стивена Спилберга.
Многие мокбастеры паразитируют на популярности кинофильмов, но встречаются и подделки сериалов или других медиа-продуктов. Так, фильм «Месть ангелов» (1979) копировал стиль и рекламу «Ангелов Чарли». Однако бывают случаи, когда мокбастеры создаются даже известными продюсерами: например, Глен А. Ларсон подвергался обвинениям в подражании популярным фильмам, а его сериал «Звёздный крейсер Галактика» явно эксплуатировал успех «Звёздных войн».
В 1990-х годах студия GoodTimes Entertainment распространяла анимационные версии классических сказок, визуально напоминающие фильмы Disney. Их деятельность была законной, так как Disney адаптировала произведения, находящиеся в общественном достоянии. По той же схеме работала бразильская студия Vídeo Brinquedo, выпускавшая малобюджетные мультфильмы вроде Ratatoing («Рататуй») или Tiny Robots («ВАЛЛ-И»). Dingo Pictures из Германии также выпускала подобные фильмы, переводя их на разные языки и продавая через издателей Phoenix Games и Midas Games.
Некоторые мокбастеры используют названия, вызывающие ассоциации с известными фильмами. Например, в 2011 году «Пришельцы против аватаров» создавалось с явным намёком на «Чужого» и «Аватар», хотя единственным общим звеном был режиссёр Джеймс Кэмерон. «Карнозавр» (1993) вышел за две недели до «Парка Юрского периода», а его сюжет с воссозданием динозавров для уничтожения человечества напоминал известный блокбастер.
В отдельных случаях компании просто переименовывают фильмы, чтобы привлечь внимание к их релизу. Например, индийский мультфильм Super K был выпущен в США под названием Kiara the Brave с обложкой, напоминающей «Храбрую сердцем» от Pixar. Точно так же «Легенду о Сариле» назвали «Замороженная Земля», чтобы ассоциироваться с «Холодным сердцем». Некоторые сборники мультфильмов, как Britannica’s Tales Around the World, переиздавались с названием Tangled Up, намекая на «Рапунцель: Запутанная история». Такие маркетинговые стратегии помогают мокбастерам завоевать свою аудиторию, даже если их качество оставляет желать лучшего
.

### Порнографические мокбастеры
Часто появляются и порнографические фильмы, копирующие название и сюжет блокбастеров. Примерами являются: Остров бисексуалов Гиллигана (Остров Гиллигана), Эдвард руки-пенисы (Эдвард Руки-ножницы), Кинки Конг (Кинг-Конг), Гамп с крайней плотью (Форрест Гамп), В поисках утраченной задницы (В поисках утраченного ковчега), Плоть Гордон (Флэш Гордон) и Дьявол в мисс Джонс (Дьявол и мисс Джонс).

## Законность
Мокбастеры, основанные на популярных анимационных фильмах, известны на принципе «drafting opportunity». Например, «Киара Храбрая» (мокбастер «Храброй Сердцем» от Pixar) и «Кот в Сапогах: Пушистая История» (мокбастер «Кота в сапогах») используют схожие названия, чтобы «спровоцировать» маркетинговый успех («промах») популярных фильмов. Оригинальный «Кот в сапогах» был сделан DreamWorks Animation 300 людьми, работавшими в течение четырёх лет, стоимостью 130 миллионов долларов. Мокбастер с почти таким же названием был изготовлен 12 людьми за шесть месяцев менее чем за 1 миллион долларов. Для этих крупных киностудий это был не просто вопрос бесплатного использования маркетингового успеха этих более популярных фильмов; мокбастеры нередко становились источником плохой рекламы популярных мультфильмов. Покупатели, которые случайно купили мокбастер «Кот в Сапогах: Пушистая История», но не знали, что это мокбастер, давали плохие отзывы о оригинальном фильме. При этом у продюсеров мокбастеров не возникало никаких проблем с законами, как на примере дела студии Уолта Диснея против Goodtimes Entertainment.
В то же время у мокбастеров возникали юридические трудности с ложной рекламой. Предположительно, они меняют сюжетные линии и названия, чтобы избежать проблем с законом, но при этом используют популярность крупных блокбастеров. Вплоть до «дела Хоббита» продюсеры мокбастеров были в состоянии добиться схожих названий, отчего даже актёры не понимали, в каком фильме снимаются. Некоторые актёры, сыгравшие главную роль в оригинале, впоследствии стали поклонниками мокбастеров. Кел Митчелл был звездой мокбастера «Битва за Лос-Анджелес», основанного на «Инопланетном вторжении: Битва за Лос-Анджелес». Его друг снимался в оригинальном фильме, и они вместе начали продвигать оба фильма. Кел с тех пор стал поклонником концепции студии: «Я громко смеюсь, когда вижу, что фильм выходит; мне интересно, что The Asylum собирается с ним делать. Они собираются сделать ремикс на это название и выставить его».".
В декабре 2013 года The Walt Disney Company подала в Федеральный Суд Калифорнии судебный запрет на продолжение распространения французского фильма «Легенда о Сариле» с новым названием «Замороженная земля». В своем иске Disney утверждает: «Чтобы повысить коммерческий успех Sarila, ответчик изменил дизайн, упаковку, логотип и другие рекламные материалы для своего нового (и намеренно вводящего в заблуждение) фильма с измененным названием, чтобы имитировать фильм студии The Walt Disney „Холодное сердце“, а также сопутствующие товары». Иск был подан против дистрибьютора Phase 4 Films.
Также Walt Disney Pictures подавала в суд на британскую студию Brightspark, заявив, что студия «вводит потребителей в заблуждение многочисленными релизами, которые сбивают с толку и подрывают доверие потребителей к Disney». Среди фильмов Brightspark, упомянутых в иске, были Braver, Tangled Up, The Frog Prince и Little Cars, копирующие мультфильмы Храбрая сердцем, Рапунцель: Запутанная История, Принцесса и Лягушка и Тачки.
В 2012 году Warner Bros. Pictures, New Line Cinema, Metro-Goldwyn-Mayer, WingNut Films и The Saul Zaentz Company (SZC) подали в суд на студии The Asylum за нарушение прав на товарный знак, ложное указание происхождения, размывание товарного знака, ложную рекламу и недобросовестную конкуренцию. Истцы утверждали, что название фильма ответчика «Эпоха хоббитов» нарушает зарегистрированные торговые марки SZC под названием «Хоббит». В отличие от произведений, находящихся в общественном достоянии, романы Толкина были лицензированы исключительно Warner Bros и SZC для производства и экранизации. Суд охарактеризовал Global Asylum (фигуранта данного дела) как малобюджетную компанию, производящую «издевательства» над популярными фильмами с похожими названиями. Warner Bros и SZC представили доказательства того, что потребители будут сбиты с толку идентичным названием и что они потеряют не только продажу билетов, но и доход от DVD.

## Другие примеры
Этот термин также использовался и в других сферах масс-медиа, в частности, в сфере видеоигр, основанных на успехе известных франшиз, например Grand Theft Auto или Call of Duty. Ярким примером этого являются игры, разработанные французской студией Gameloft. Большинство игр в их портфолио имеют сходство с популярными сериями видеоигр, при этом рецензенты комментируют эмуляцию Gameloft тех игр, которые были перенесены на мобильные платформы.

## Примеры мокбастеров
| Оригинальный фильм           | Год  | Мокбастер                        | Год  |
| ---------------------------- | ---- | -------------------------------- | ---- |
| Тварь из Чёрной Лагуны       | 1954 | The Monster of Piedras Blancas   | 1959 |
| Нападение гигантской женщины | 1958 | Деревня гигантов                 | 1959 |
| Пузырь                       | 1958 | Зелёная слизь                    | 1968 |
| Кинг-Конг                    | 1976 | Новый Кинг-Конг                  | 1976 |
| Звёздные войны               | 1977 | Столкновение звёзд               | 1979 |
| Парк юрского периода         | 1993 | Карнозавр                        | 1993 |
| Звёздные войны               | 1977 | Человек, который спас мир        | 1982 |
| Рэмбо: Первая кровь          | 1982 | Дикая кровь                      | 1983 |
| Покахонтас                   | 1995 | Покахонтас                       | 1994 |
| Принц Египта                 | 1998 | Десять заповедей                 | 1997 |
| Мулан                        | 1998 | Легенда Мулан                    | 1998 |
| Очень страшное кино          | 2000 | Ну очень страшное кино           | 2000 |
| Железный человек             | 2008 | Железный человек: Тёмная сторона | 2008 |
| Тёмный рыцарь                | 2008 | Темный рыцарь: Возвращение       | 2009 |
| Марсианин                    | 2015 | Познать неизведанное             | 2016 |

Мокбастеры компании The Asylum
| Оригинальный фильм/сериал                       | Фильм/сериал студии The Asylum («Мокбастер») | Год  |
| ----------------------------------------------- | -------------------------------------------- | ---- |
| Форсаж                                          | Форсаж: Демон Скорости                       | 2003 |
| Фредди против Джейсона                          | Вампиры против зомби                         | 2004 |
| Война миров                                     | Война миров Г.Д. Уэллса                      | 2005 |
| Шесть демонов Эмили Роуз                        | Экзорцизм: Одержимость Гейл Боурес           | 2005 |
| Кинг-Конг                                       | Король затерянного мира                      | 2005 |
| У холмов есть глаза                             | Хиллсайдские каннибалы                       | 2006 |
| Код да Винчи                                    | Сокровище Да Винчи                           | 2006 |
| Пираты Карибского моря                          | Пираты Острова Сокровищ                      | 2006 |
| Змеиный полёт                                   | Змеиный поезд                                | 2006 |
| Когда звонит незнакомец                         | Когда звонит убийца                          | 2006 |
| Другой мир: Эволюция                            | Проклятье Дракулы Брема Стокера              | 2006 |
| Эрагон                                          | Легенда о Драконе                            | 2006 |
| Чужие против Хищника: Реквием                   | AVH: Чужой против Охотника                   | 2007 |
| Первобытное зло                                 | Хищник Юрского Периода                       | 2007 |
| Трансформеры                                    | Трансморферы                                 | 2007 |
| Попутчик                                        | Попутчик: Дорога смерти                      | 2007 |
| Я легенда                                       | Я воин                                       | 2007 |
| Индиана Джонс и Королевство хрустального черепа | Алан Квотермен и Храм Черепов                | 2008 |
| Классный мюзикл                                 | Мюзикл воскресной школы                      | 2008 |
| Путешествие к центру земли                      | Путешествие в страну динозавров              | 2008 |
| Спиди-гонщик                                    | Стрит Рейсер                                 | 2008 |
| Монстро                                         | Монстр                                       | 2008 |
| Смертельная гонка                               | Смертельные гонки                            | 2008 |
| Тройной форсаж: Токийский дрифт                 | Уличный гонщик                               | 2008 |
| День, когда Земля остановилась                  | Когда Земля остановилась                     | 2008 |
| Судный день                                     | 2012: Судный день                            | 2008 |
| 10 000 лет до нашей эры                         | 100 000 000 лет до нашей эры                 | 2008 |
| Терминатор: Да придёт спаситель                 | Терминаторы                                  | 2009 |
| Трансформеры: Месть падших                      | Трансморферы 2: Закат Человечества           | 2009 |
| Затерянный мир                                  | Земля динозавров                             | 2009 |
| Джон Картер                                     | Принцесса Марса                              | 2009 |
| Сорокалетний девственник                        | 18-летняя девственница                       | 2009 |
| Паранормальное явление                          | Паранормальная сущность                      | 2009 |
| 2012                                            | 2012:Сверхновая                              | 2009 |
| Шерлок Холмс                                    | Угроза из прошлого                           | 2010 |
| Битва титанов                                   | Семь приключений Синдбада                    | 2010 |
| Титаник                                         | Титаник 2                                    | 2010 |
| Пираньи 3D                                      | Мега-пиранья                                 | 2010 |
| Тор (фильм)                                     | Могучий Тор (фильм)                          | 2011 |
| Инопланетное вторжение: Битва за Лос-Анджелес   | Битва за Лос-Анджелес                        | 2011 |
| Форсаж 5                                        | 300 километров в час                         | 2011 |
| 2012                                            | 2012: Ледниковый период                      | 2011 |
| Мушкетёры                                       | Приключения мушкетёров                       | 2011 |
| Белоснежка: Месть гномов                        | Белоснежка братьев Гримм                     | 2012 |
| Морской бой                                     | Американский боевой корабль                  | 2012 |
| Прометей                                        | Происхождение чужих                          | 2012 |
| Президент Линкольн: Охотник на вампиров         | Авраам Линкольн против зомби                 | 2012 |
| Отвязные каникулы                               | Весенний праздник бикини                     | 2012 |
| Хоббит: Нежданное путешествие                   | Битва империй                                | 2012 |
| Железное небо                                   | Нацисты в центре Земли                       | 2012 |
| Гензель и Грета: Охотники на ведьм              | Гензель и Грета                              | 2013 |
| Джек — покоритель великанов                     | Джек — убийца великанов                      | 2013 |
| После нашей эры                                 | Земной апокалипсис                           | 2013 |
| Тихоокеанский рубеж                             | Атлантический рубеж                          | 2013 |
| Геракл                                          | Геракл: Возрождение                          | 2014 |
| Ярость                                          | Последняя битва                              | 2014 |
| Ходячие мертвецы                                | Нация Z                                      | 2014 |
| Неудержимые 3                                   | Наёмницы                                     | 2014 |
| Однажды в сказке                                | Мстители: Гримм                              | 2015 |
| Разлом Сан-Андреас                              | Землетрясение в Сан-Андреас                  | 2015 |
| Марсианин                                       | Марсианские земли                            | 2015 |
| Зверинец                                        | Зоозомби                                     | 2016 |
| В поисках Дори                                  | Дорога домой Иззи                            | 2016 |
| Бен-Гур                                         | Во имя Бен-Гура                              | 2016 |
| День независимости: Возрождение                 | День независимых                             | 2016 |
| Отряд самоубийц                                 | Зловещий отряд                               | 2016 |
| Охотники за привидениями                        | Искатели привидений                          | 2016 |
| Великолепная семёрка                            | Смертельная семёрка                          | 2016 |
| Тролли                                          | Тролэнд                                      | 2016 |
| Планета обезьян                                 | Планета акул                                 | 2016 |
| Меч короля Артура                               | Король Артур и Рыцари Круглого стола         | 2017 |
| Форсаж 8                                        | Форсаж ярости                                | 2017 |
| Геошторм                                        | Геокатастрофа                                | 2017 |
| Тачки 3                                         | Невероятные тачки                            | 2017 |
| Чужой: Завет                                    | Инопланетный контакт                         | 2017 |
| Дюнкерк                                         | Дюнкеркская операция                         | 2017 |
| Мег: Монстр глубины                             | Мегалодон                                    | 2018 |
| Тихоокеанский рубеж 2                           | Атлантический рубеж 2                        | 2018 |
| Tomb Raider: Лара Крофт                         | Расхитительница гробниц                      | 2018 |
| Мир юрского периода 2                           | Мир Триасового периода                       | 2018 |
| Бамблби                                         | Шершень                                      | 2018 |
| Зоо-апокалипсис                                 | Зоозомби 2                                   | 2019 |
| Годзилла 2: Король монстров                     | Остров монстров                              | 2019 |
| Кладбище домашних животных                      | Кладбище домашних животных                   | 2019 |
| Разлом Сан-Андреас                              | Сан-Андреас: Мегаземлетрясение               | 2019 |
| Аладдин                                         | Приключения Аладдина                         | 2019 |
| Оно 2                                           | Клоун                                        | 2019 |
| Послезавтра                                     | Арктический апокалипсис                      | 2019 |
| Джуманджи: Новый уровень                        | Последний уровень: Побег из Ранкалы          | 2019 |
| Звёздные войны: Скайуокер. Восход               | Космические баталии                          | 2020 |
| Вперед                                          | Домой                                        | 2020 |
| Форсаж 9                                        | Форсаж: Смертельная гонка                    | 2020 |

Мокбастеры компании «Vídeo Brinquedo»
| Оригинальный фильм        | Год  | Мокбастер                   | Год  |
| ------------------------- | ---- | --------------------------- | ---- |
| Тачки                     | 2006 | Маленькие машинки           | 2006 |
| Рататуй                   | 2007 | Рататуинг                   | 2007 |
| Монстры против пришельцев | 2009 | Большие и маленькие монстры | 2009 |